# Scopula subtilata
Scopula subtilata là một loài bướm đêm trong họ Geometridae.